# Skandál v Čechách
Skandál v Čechách je povídka Arthura Conana Doylea o Sherlocku Holmesovi, poprvé publikovaná 25. června 1891. Je to první z 56 povídek publikovaných o tomto geniálním detektivovi v The Strand Magazine a první holmesovská povídka ilustrovaná Sidney Pagetem. Byla vydána v souboru povídek Dobrodružství Sherlocka Holmese, kterému předchází romány Studie v šarlatové a Podpis čtyř. Je to jediná povídka, kde se objeví známá postava Irene Adlerová.

## Obsah
Když čerstvě ženatý Dr. John Watson navštíví Holmese, zrovna přichází muž, který se představí jako hrabě Von Kramm, zprostředkovatel zámožného klienta. Holmes ihned dedukuje, že se jedná o Wilhelma Gottsreicha Sigismonda von Ormstein, velkovévodu z Cassel-Felstein a českého krále. Když si klient uvědomí, že Holmes prohlédl jeho převlek, svléká masku.
Ukazuje se, že český král je zasnoubený se skandinávskou princeznou, ale před pěti lety měl románek s operní pěvkyní Irene Adlerovou a obává se, že kdyby to zjistila konzervativní rodina jeho budoucí ženy, svatbu by odvolali. Irene má však uschovanou jejich společnou fotografii a dopisy, a ačkoli se je král mnohokrát snažil získat (například Irene nechal ukrást zavazadla, nařídil podřízeným vloupat se k ní nebo se je snažil odkoupit), nepodařilo se mu to. Irene mu řekla, že v den, kdy budou ohlášeny jeho zásnuby, fotografii zveřejní, a tak je na Holmesovi, aby fotografii získal.
Král řekne Holmesovi, že fotografie je příliš velká na to, aby ji Irene nosila u sebe, takže se musí dostat k ní domů. Také mu dá na okamžité výlohy tisíc liber a říká, že by se vzdal svého území, jen aby fotografii získal.
Příští ráno jde Holmes v převleku k Irene a zjistí, že Irene pravidelně navštěvuje právník Godfrey Norton. Přichází i tohoto dne, nastoupí do drožky a nechá se odvést do kostela svaté Moniky na Edgware Road. Za chvilku to samé udělá i Irene a Holmes je následuje. Při příjezdu Holmese kdosi vtlačí do kostela a on se náhodou stane svědkem na jejich svatbě.
Když se opět setká s Watsonem, směje se a Watson se ptá čemu. Začne mu vyprávět, co se mu právě přihodilo, a říká, že to byla velmi komická situace. Také se ptá Watsona, zda mu chce pomoci vloupat se do Irenina bytu. Ten souhlasí.
Dojedou k jejímu domu a potkají několik tuláků, kteří se pokoušejí okrást Irene. Holmes se ji snaží ochránit, a když ho oni zbijí, Irene Sherlocka z vděčnosti pouští k sobě domů netušíc, že vše byla jen léčka. Záhy Watson hodí do bytu dýmovnici a začne povykovat, že hoří. Jak Holmes očekával, Irene se hned vrhla po tom, co je jí nejdražší – fotografii s českým králem. Ukáže se, že požár byl planý poplach, a ona ji vrátí na své místo.
Následujícího dne vše vypráví králi přesvědčen, že fotografie je stále na místě a budou ji moci odnést. Když ale přijedou na místo, najdou místo fotografie jen dopis, kde Irene píše, že Sherlocka hned poznala. S manželem se odstěhovali a král se nemusí bát, že fotografii zveřejní, protože je se svým mužem šťastná.
Když se král Sherlocka ptá, jak chce být odměněn, Sherlock požádá o Ireninu fotografii, kterou si ponechá jako vzpomínku na její moudrost a na to, jak ho svým důvtipem porazila žena.